# Erzsébet árvaház

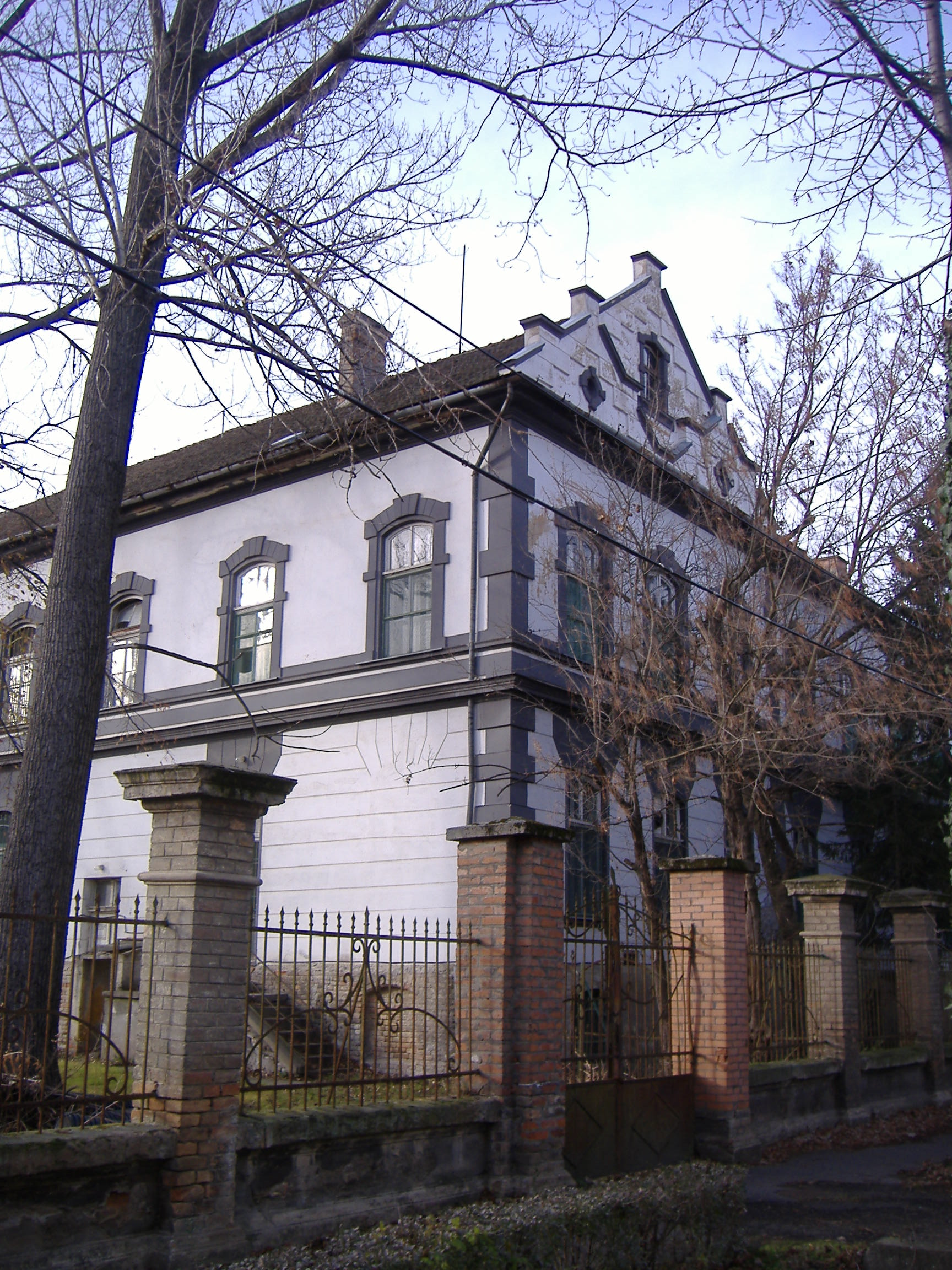
Az Erzsébet árvaház ma

Az Erzsébet árvaház egy eklektikus épület Makón, melyet 1894-ben építettek. Nevét Erzsébet királynéról kapta.
1890-ben határozatott hozott Csanád vármegye törvényhatósági bizottsága egy megyei árvaház építéséről Szuszogó városrészben, amely négy évvel később fel is épült. A kivitelező Kovács Sándor hódmezővásárhelyi mérnök, a műszaki ellenőr Kardos Sámuel volt. 1913-tól az Országos Gyermekvédő Liga kezelte; a szervezet szeretetházzá alakította át. Az első világháború során sebesült katonák lábadozó kórházaként is hasznosították az épületet. 1918–19-ben a nemzetőrség, majd a vörös őrség fegyverraktárnak használta. Ezután hadiárvaházként funkcionált 1935-ig; utána a csendőriskola laktanyája lett. 1940. szeptember 25-től a Tüdőotthon és Tüdőgondozó Intézet működött benne, 1946. május 27-től 1951. január 17-ig a kórház tüdőosztályát helyezték el az épületben. Az épület 1975. március 1-jétől a kórház ideg-elme osztályának adott helyet; 2004. szeptember 9-én a városi önkormányzat birtokába került. Ugyanekkor a feladatellátás átkerült a  Dr. Diósszilágyi Sámuel Kórház - Rendelőintézet épületébe; bár az önkormányzat tett lépéseket annak érdekében, hogy az épületben bérlakások létesüljenek, és komoly vállalkozói érdeklődés is mutatkozott az ötlet iránt, a képviselő-testület végül elvetette a javaslatot, mert az akkori finanszírozási szabályok csak önerőből tették volna lehetővé a bérlakások kialakítását. Az egykori árvaház épülete így jelenleg is üresen áll.
Alaprajza E alakú, utalva névadójára. Az oldalfolyosós elrendezésű épülethez előkert tartozik. Az árvaház teljes hosszában alápincézett, oldalszárnya nyeregtetős. Oromzata gazdagon tagolt, hangsúlyosságát az oldalszárnynak köszönheti. Ablakai szegmentívesek, bejárata fölött timpanon található. A földszinti sávot rovátkákkal, a rizalitot armírozással díszítették. Az épületen körbefut az öv- és az emeleti könyöklőpárkány.